# Petroica goodenovii
La petroica frentirroja (Petroica goodenovii) es un ave passeriforme pequeña, nativa de Australia. Habita en zonas de bosque abierto o cubiertas de matorrales, en las regiones más secas del continente. Al igual que muchos otros petirrojos con plumaje colorido de la familia Petroicidae, presentan dimorfismo sexual. Miden entre 10,5 y 12,5 cm de largo, y poseen un pico delgado y negro, y ojos y patas de tono amarronado oscuro. El macho tiene una distintiva frente roja y pecho rojo, cabeza y cola negras y las puntas blancas. La parte inferior de su cuerpo, al igual que sus hombros, son de color blanco. La hembra, en cambio, presenta una coloración grisácea y amarronada. Esta especie tiene una gran variedad de cantos, y los machos generalmente cantan para marcar su territorio y atraer a las hembras. Pueden verse en parejas o en grupos pequeños, pero su comportamiento en sociedad ha sido muy poco estudiado. 
No está especificada muy claramente la posición de la petroica frentirroja y sus parientes australianos en la familia de los Passeriformes; los Petroicidae no se relacionan estrechamente con el petirrojo europeo ni con el zorzal pechirrojo, pero parecen ser un retoño primitivo del grupo Passerida de pájaros cantores. Esta especie se alimenta principalmente del suelo y caza insectos y arañas. Aunque se ha extendido ampliamente, no es un ave común y ha retrocedido en algunas áreas debido a la actividad humana.

## Taxonomía
La petroica frentirroja fue descrita por Nicholas Aylward Vigors y Thomas Horsfield en 1827, después de haberla atrapado en el Golfo Spencer, al sur de Australia. La nombraron Muscicapa goodenovii, y lo categorizaron dentro de la familia Muscicapidae de papamoscas. El nombre específico goodenovii deriva del Reverendo Samuel Goodenough, Obispo de Carlisle y primer tesorero de la Sociedad Linneana de Londres.
Esta ave, más tarde, pasó a ser categorizada dentro del género Petroica; el nombre genérico deriva del griego petro- "roca" y oikos "hogar", ya que la petroica frentirroja suele posarse sobre las rocas. Dentro de su género, es una de las cinco especies de petirrojos de pecho rojo o rosa conocidas coloquialmente como "petirrojos rojos", a diferencia de los "petirrojos amarillos" del género Eopsaltria. No está emparentado de manera directa con el zorzal pechirrojo ni con el europeo; sin embargo, su nombre deriva del petirrojo europeo. Por un tiempo, todos los petirrojos australianos fueron clasificados también dentro de la familia de silbadores Pachycephalidae. Los estudios de Sibley y Ahlquist sobre la hibridación del ADN ubicaron a los petirrojos en un parvorden Corvida junto con muchas aves passeriformes tropicales y australianas, tales como los pardalótidos, Maluridae y melífagos, además de los cuervos. Sin embargo, las posteriores investigaciones en el campo, y el consenso actual, ubica a los petirrojos como un retoño muy primitivo de los Passerida, o pájaros cantores "avanzados", dentro del linaje de aves cantoras.
No se conocen subespecies, y la única variación geográfica registrada del plumaje es una tendencia en las hembras de las regiones áridas, que poseen un plumaje más pálido.